# Sataspes tagalica
Sataspes tagalica là một loài bướm đêm thuộc họ Sphingidae.

## phân phát
Nó được tìm thấy ở miền tây và đông bắc Ấn Độ, Nepal, Myanmar, miền đông và miền nam Trung Quốc và Thái Lan.

## miêu tả

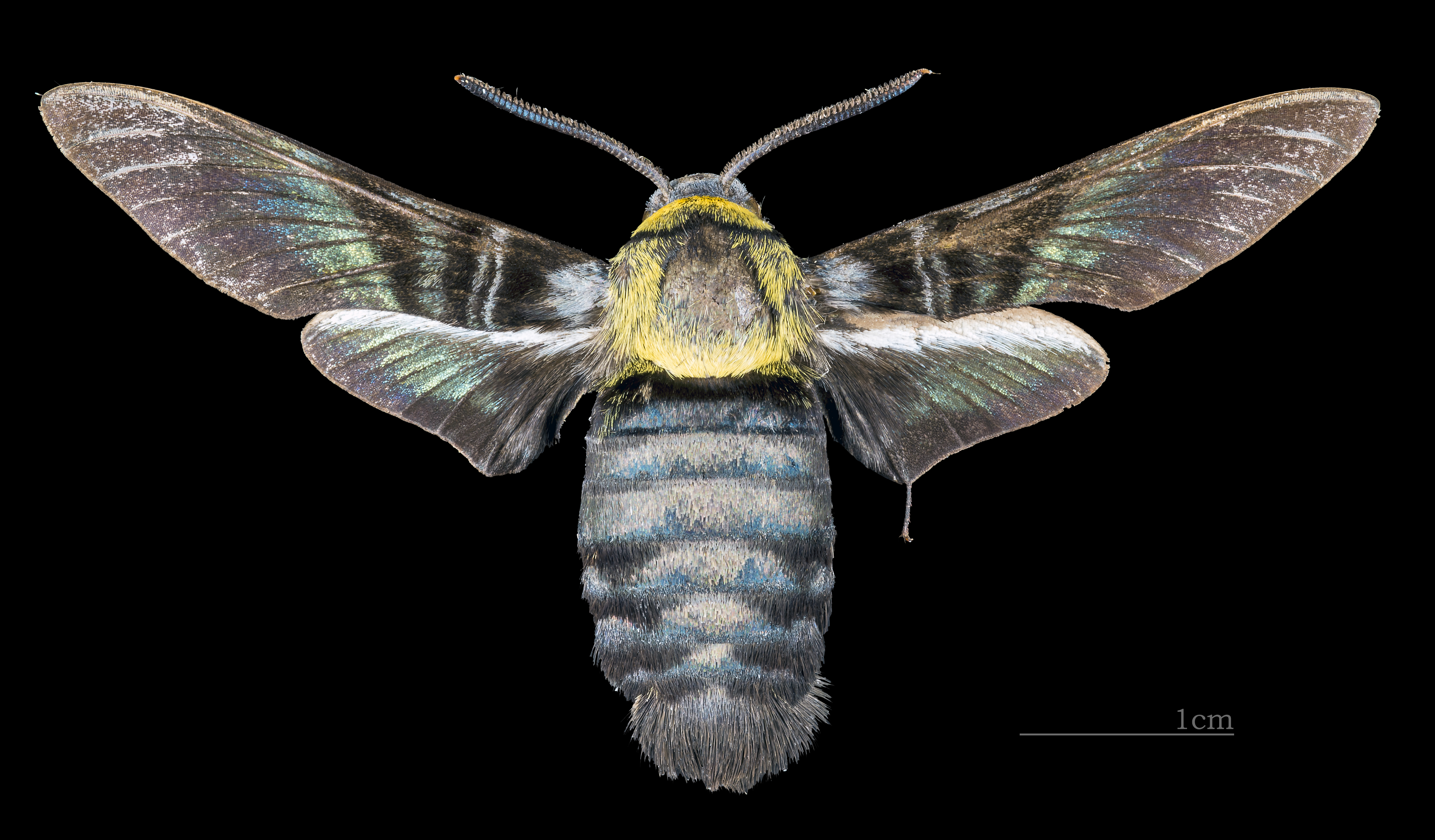
♂
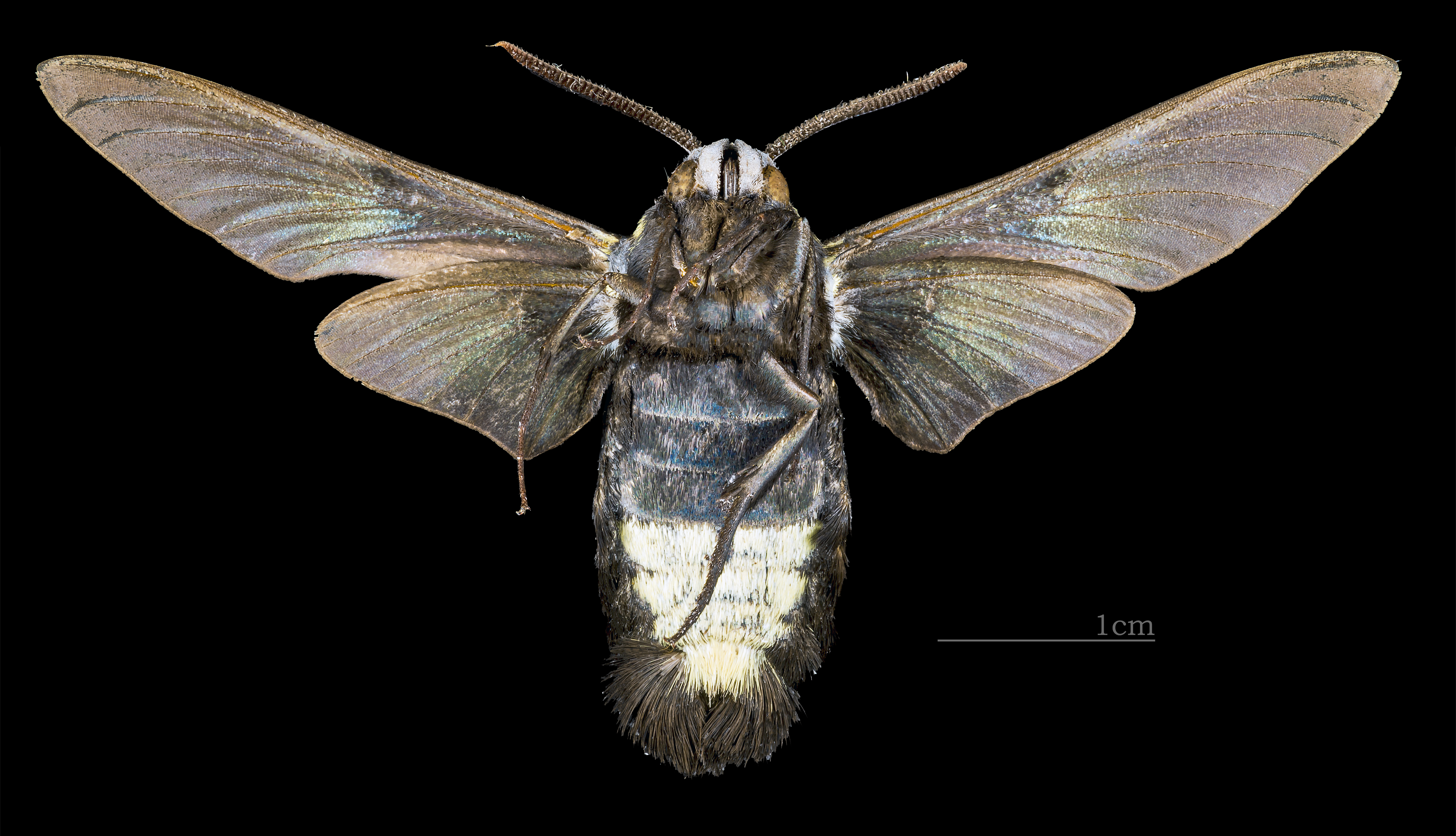
♂ △
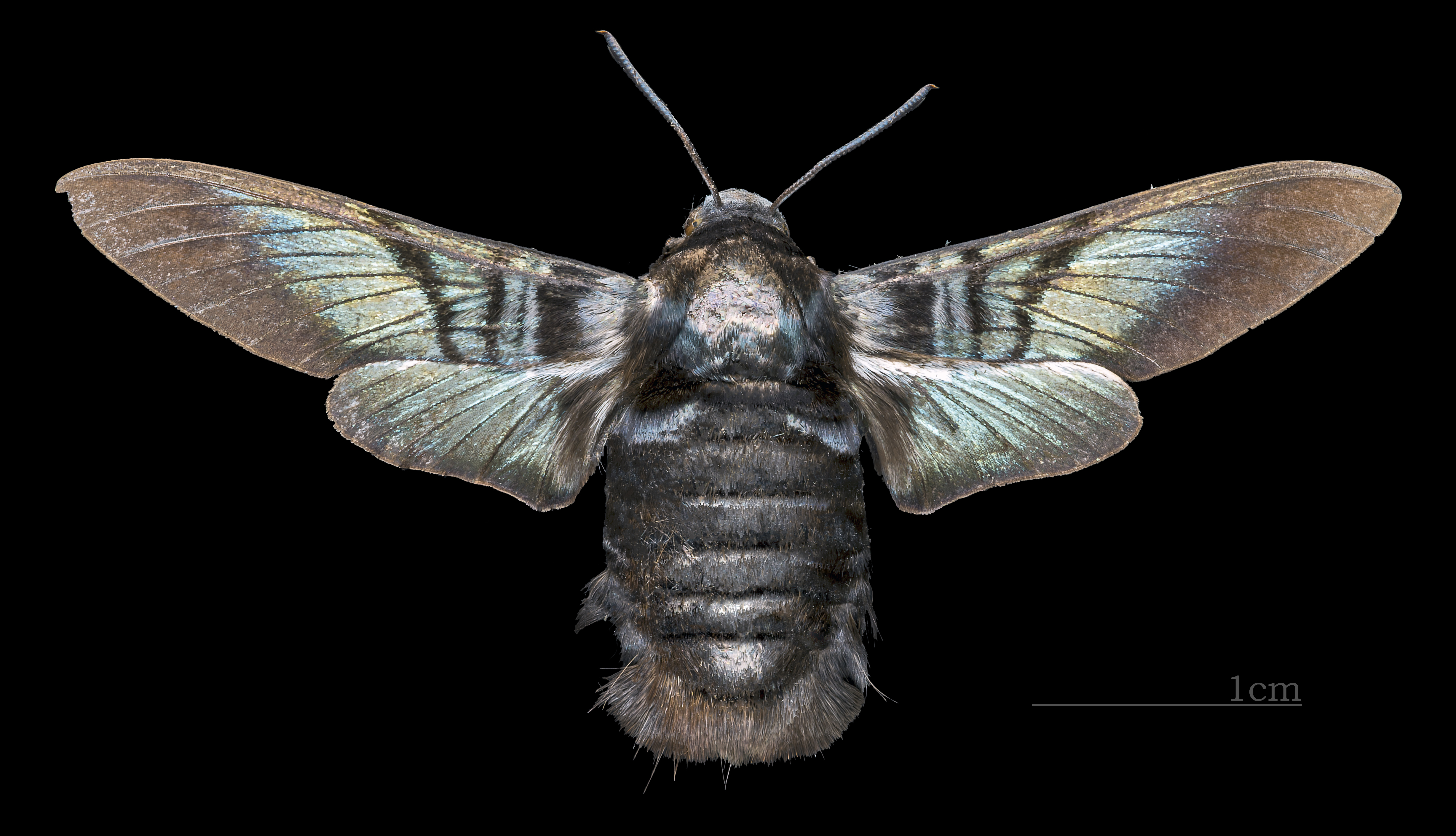
♀
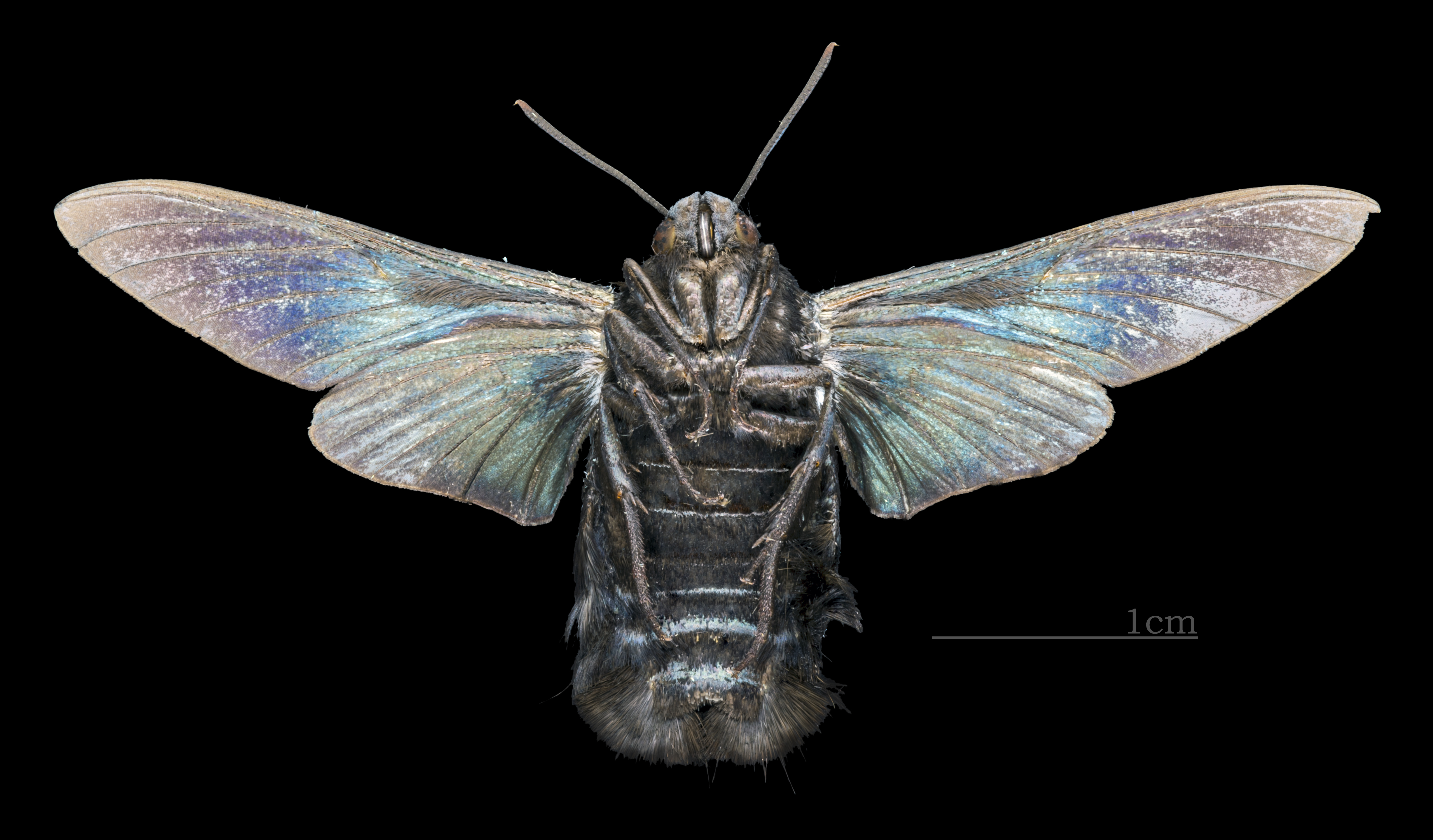
♀ △

Sải cánh dài 56–70 mm. Nó bắt chước ong thợ mộc Xylocopa.

## sinh học
Nó là một day-flying species. Adults are attracted to the flowers của Duranta erecta và Lantana camara.
Ấu trùng ăn Dalbergia benthamii in Hong Kong.